# Ієссе (цар Кахетії)
Ієссе або Іса-хан (*იესე, д/н — 15 вересня 1615) — цар Кахетії у 1614—1615 роках.

## Життєпис
Походив з династії Багратіоні. Син Георгія, батонішвілі (спадкоємця трону) Кахетії, та онук Олександра II, царя Кахетії. Замолоду став заручником при дворі Аббаса I, шаха Персії. Тут за невідомих обставин перейшов на іслам, ставши Іса-ханом.
1614 році перські війська повалили Теймураза I, царя Кахетії, поставивши царем Іса-хана. Почав впроваджувати перські звичаї й сприяв ісламізації. Втім проти нього спалахнуло потужне повстання, під час якого цар Іса-хан загинув у 1615 році.

## Родина
Дружина — Зубейда-хатун, донька Аббаса I, шаха Персії
Діти:
- Джанбану-бегум, дружина Симона II, царя Картлі